# Scheibe-Alsbach
Scheibe-Alsbach è una frazione della città tedesca di Neuhaus am Rennweg, in Turingia.